# Law & Order (6.ª temporada)
A sexta temporada da série americana Law & Order foi exibida do dia 20 de setembro de 1995 até o dia 22 de maio de 1996. Transmitida pelo canal NBC, a temporada teve 23 episódios.

## Episódios
A denominação #T corresponde ao número do episódio na temporada e a #S corresponde ao número do episódio ao total na série.

## Elenco

### Law
- Jerry Orbach - Detetive Lennie Briscoe
- Benjamin Bratt - Detetive Rey Curtis
- S. Epatha Merkerson - Tenente Anita Van Buren

### Order
- Sam Waterston - Jack McCoy
- Jill Hennessy - Claire Kincaid
- Steven Hill - Adam Schiff